# Rubus stenopetalus
Rubus stenopetalus är en rosväxtart som beskrevs av Lefev., P. J. Müll.. Rubus stenopetalus ingår i släktet rubusar, och familjen rosväxter. Utöver nominatformen finns också underarten R. s. emollitus.